# Marino Busto García
Marino Busto García fue un escritor y político asturiano. Nació en Guimarán (Carreño) el 13 de abril de 1916 y falleció en la misma parroquia el 2 de enero de 2005 a los 88 años de edad. 
Fue cronista oficial de Carreño (1983 - 2005), miembro del Real Instituto de Estudios Asturianos y miembro de honor del Club de Carreño en La Habana.
Entre sus principales obras destacan “Noticias históricas del concejo de Carreño” (1948), “Historia del concejo de Carreño en la general de Asturias” (1984), “El príncipe de los poetas asturianos: Antón de Marirreguera” (1985), “Diccionario bable de González Posada” y “Academia de las Buenas Letras” (1986), “Noticias históricas del concejo de Carreño” (1989) e “Historia heroica de Carreño en la Guerra de la Independencia Española” (1990). Escribió un volumen de cuentos: “Alma de la tierrina” (1950), y las novelas “Josefín el emigrante” (1950) y “El beso de la catedral de Erfurt” (1953).
Desempeño una amplia labor como conferenciante en España y en el extranjero, versando sus exposiciones sobre cultura tradicional asturiana y leyendas populares. Participó en múltiples programas radiofónicos y fue columnista de los periódicos El Comercio, de Gijón, y La Nueva España, de Oviedo, así como de otras revistas y publicaciones nacionales y del extranjero (Argentina, Cuba y Suiza). Sus amplias inquietudes y el amor a su tierra se vieron reflejadas en la promoción de representaciones teatrales en la iglesia de San Esteban de Guimarán, y en la participación activa en la coronación canónica de la Virgen de los Remedios de Carreño (1959). Su estudio de la obra de González Posada y su conocimiento del Monte Areo en el municipio de Carreño facilitó el descubrimiento de una necrópolis tumular, cuyos trabajos arqueológicos fueron realizados por Miguel Ángel de Blas, profesor de la Universidad de Oviedo.